# 中国旅游日

中国旅游日标志

中国旅游日于2011年由中华人民共和国国务院正式确立，定于每年的5月19日，以纪念《徐霞客游记》开篇之日。在5月19日当天及前后几天内全国各地都会集中展开“中国旅游日”活动。中国旅游日是一个非法定节假日。

## 活动主题
中国旅游日每年都会推出一个活动主题。
- 2011年：“读万卷书，行万里路”
- 2012年：“健康生活，欢乐旅游”
- 2013年：“休闲惠民，美丽中国”[1]
- 2014年：“快乐旅游，公益惠民”[2]
- 2015年：“新常态，新旅游”[3]
- 2016年：“旅游促进发展，旅游促进扶贫，旅游促进和平”
- 2017年：“旅游让生活更幸福”[4]
- 2018年：“全域旅游，美好生活”
- 2019年：“文旅融合 美好生活”
- 2020年：“文旅融合，美好生活”
- 2021年：“绿色发展，美好生活”
- 2022年：“感悟中华文化，享受美好旅程”[5]
- 2023年：“美好中国，幸福旅程”[6]
- 2024年：“畅游中国，幸福生活”[7]